# Friend

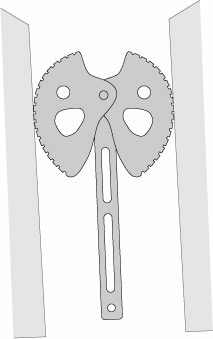
Fisurero de levas en una hendidura paralela.

Un fisurero de levas (también llamado friend) es un material de protección para la escalada. Consiste en tres o cuatro levas montadas sobre un eje común o dos ejes adyacentes, al tirar del eje se fuerza a las levas a separarse. El fisurero de levas se utiliza estirando del "gatillo" (una pequeña asa) para plegar las levas juntas, introducirlo en una fisura o buzón en la roca y liberar el gatillo para permitir que las levas se extiendan. Después es posible fijar la cuerda de escalada a una cinta y mosquetón en su extremo. Un tirón en la cuerda, como el producido por la caída de un escalador, hará que un fisurero de levas correctamente colocado convierta la fuerza del tirón en presión sobre la roca, generando una gran fricción y evitando la extracción del material de la roca. Dadas las grandes fuerzas que se ejercen sobre la roca cuando un fisurero de levas detiene una caída, es fundamental colocarlos únicamente en roca sólida y dura.

## Historia
La invención de la Leva Abalakov por Vitaly Abalakov fue la primera aplicación a la escalada del principio de una superficie curva de ángulo constante, con una leva basada en una espiral logarítmica. Al utilizar una forma de espiral logarítmica se obtiene un ángulo constante entre la leva y la roca en cada punto de contacto; este ángulo constante está diseñado para proporcionar siempre la fricción necesaria para retener una leva en equilibrio. Diseñado de modo que una carga produce una fuerza rotacional, la forma logarítimica de la leva permite que un solo elemento encaje en un rango de fisuras sin cambiar el patrón de carga, haciéndolo predecible y estable.
En 1973 Greg Lowe registró una patente para una versión de la Leva Abalakov que utiliza un resorte.
Los modernos fisureros de levas fueron inventados por Ray Jardine en 1978 (US patent 4,184,657) y comercializados bajo el nombre de "Friends". Ray diseñó un fisurero de levas oponiendo múltiples levas con un ángulo de 13.75 grados y un innovador mecanismo de disparo. Aunque en la actualidad "Friend" es un término que los escaladores utilizan de forma amplia para referirse a los fisureros de levas en general, hablando con propiedad debería referirse solo a la marca fabricada por Wild Country. Entre otras marcas populares se encuentran los Camalots de Black Diamond, PowerCams de Metolius, 4CUs de DMM, Flexcams de Trango,  CCH Aliens y Totem Cams de Totem MT.

## Uso moderno

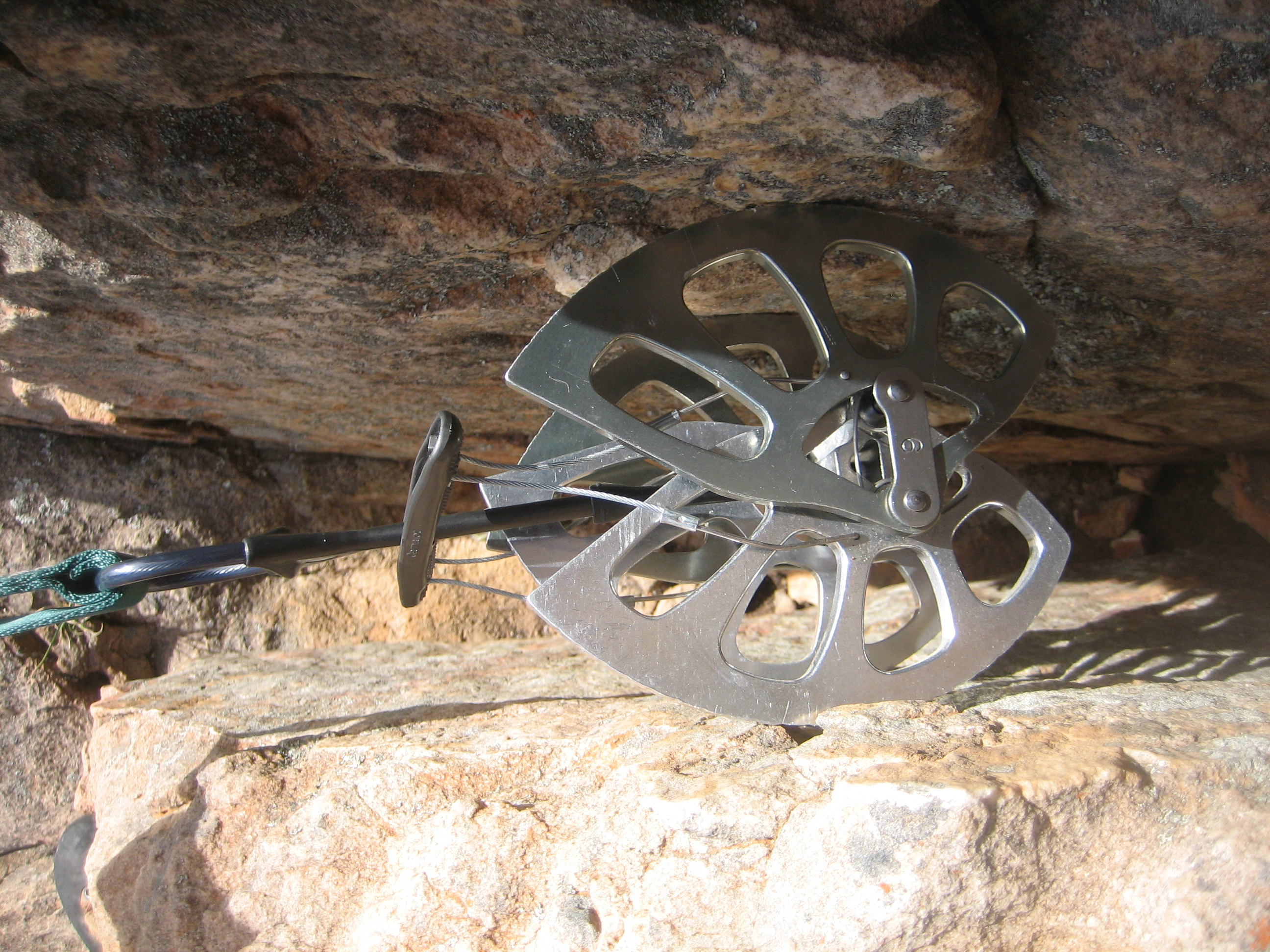
Fisurero Black Diamond número 6 colocado en una grieta.

La invención de los fisureros de levas revolucionó la escalada al permitir protección en vías con fisuras paralelas. Además, a diferencia de los pitones, los fisureros de levas pueden quitarse con facilidad sin causar daño a la roca, y permiten escalada limpia (escalar sin dañar la roca) en la mayoría de las vías. Desde la invención del Technical Friend, se ha sucedido un gran desarrollo de los fisureros de levas por una gran variedad de fabricantes, como la virtual substitución de las unidades con tallo sólido por las más flexibles y duraderas unidades con levas acabadas en un cable, la adopción del doble eje diseñado por Black Diamond, la invención de las unidades de levas con tres lóbulos para encajar en las fisuras más pequeñas, hasta la más reciente invención de Link Cam por Omega Pacific, un intento de aplicar un fisurero de levas en un más amplio rango de tamaños de fisura. Los fisureros de levas se venden en varios tamaños para encajar con un diverso rango de ranuras desde los 6 mm hasta los 300 mm de ancho, aunque dispositivos por debajo de los 10 mm o sobre los 100 mm no son habituales.
En la actualidad los escaladores clásicos utilizan variados y numerosos fisureros de levas para cubrir un amplio rango de tamaños de fisuras, algunas veces con unidades duplicadas para los tamaños más utilizados.